# Ravnik pri Hotedršici
Ravnik pri Hotedršici este o localitate din comuna Logatec, Slovenia, cu o populație de 53 de locuitori.